# Virginia Lee Burton
Virginia Lee Burton   (Newton Centre, 30 d'agost de 1909 - Boston, 15 d'octubre de 1968) també coneguda pel seu nom de casada Virginia Demetrios, va ser una il·lustradora i escriptora estatunidenca de llibres infantils. Va escriure i il·lustrar set llibres infantils, incloent-hi Mike Mulligan and His Steam Shovel (1939) i The Little House (1943), que va guanyar la Medalla Caldecott. També va il·lustrar sis llibres d'altres autors.
Burton va fundar el col·lectiu tèxtil Folly Cove Designers a Cape Ann (Massachusetts), que va exposar en nombrosos museus. Algunes de les obres dels seus membres es conserven a les col·leccions del Museu de Belles Arts de Boston, el Museu Peabody Essex de Salem (Massachusetts), el Museu de Cape Ann i al Metropolitan Museum of Art de Nova York.
Burton va morir el 15 d'octubre de 1968 d'un càncer de pulmó.